# Notre-Dame de Reims
Notre-Dame de Reims (fransk for Vor Frue af Reims) er den romersk-katolske domkirke i Reims i Frankrig. Kirken er viet til Jomfru Maria og er bygget i gotisk stil. Den er en af Frankrigs største katedraler og er berømt for sin rigt udsmykkede facade.
Katedralen var til 1825 kroningskirke for Frankrigs konger. Som katedral er den sæde for ærkebiskoppen af Reims.

## Historie
Domkirken er bygget på samme sted som en kirke, der blev ødelagt af brand i 1211. Den blev i sin tid bygget på stedet for den basilika, hvor Klodvig 1. blev døbt af Sankt Remigius biskop af Reims i 496. Den første basilika lå, hvor det romerske bad lå tidligere.
Kirkebyggeriet blev hovedsageligt udført i 1200-tallet med stridigheder og pengemangel. Den sidste del af taget kom ikke på plads før i 1299, da kongen indførte en særskat. Vestfacaden blev fuldført i 1300-tallet. Kirkens enhedspræg betyder, at denne byggefase må være gennemført med udgangspunkt i planer fra den første anlægsperiode.
Navnene på katedralens fire arkitekter eller byggeledere er kendt fra en labyrint i kirkegulvet: Jean d’Orbais, Jean le Loup, Gaucher de Reims og Bernard de Soissons. Labyrinten blev ødelagt i 1779, men er kendt fra tegninger. Navnene tolkes som et tegn på, at arkitekters status var usædvanlig høj.
En restaurering blev påbegyndt i 1875.
I 1991 kom katedralen, Klosterkirken Saint-Remi og Tau-paladset på UNESCO's verdensarvsliste som Reims Ærkebispesæde.

## Bygningsbeskrivelse
Tårnene er 81 m høje, men var planlagt til 120 m. Kirkeskibet har en indvendig længde på 138,75 m og en største indre højde på 38 m.
Hver af de tre indgange på vestfronten er viet til en helgen. Midterindgangen er viet til Jomfru Maria, da hele kirken er viet til hende. Over midterindgangen er et rosevindue indbygget i sin egen portal. Vestfacaden viser skulpturer af konger, som er kronet her. Sideskibene har deres egne skulpturfacader: På nordsiden ses kirkens biskopper, dommedag og Kristus. På sydsiden ses apostler og profeter.
Kirkens historiske skatte omfatter et vævet tapet fra 1500-tallet, som viser Marias liv. Det er nu udstillet i Tau-paladset, den tidligere bispebolig. Den ampul, som blev brugt ved kroningerne, blev knust i 1793 af revolutionsregimet. I forbindelse med kroningen i 1825 blev fragmenter af den samlet og monteret på en ny; den er også i Tau-paladset.

## Galleri
- Tegning af kirken fra det tidlige 1800-tal af Domenico Quaglio.
- Karl 10. var den sidste konge som blev kronet i Reims (i 1825).
- Korets eksteriør med stræbebuer og apsis

## Eksterne links
- Wikimedia Commons har flere filer relateret til Notre-Dame de Reims
- Katedralen i Reims' hjemmeside

49°15′14″N 4°02′03″Ø / 49.2539°N 4.0342°Ø